# Oranienburger HC

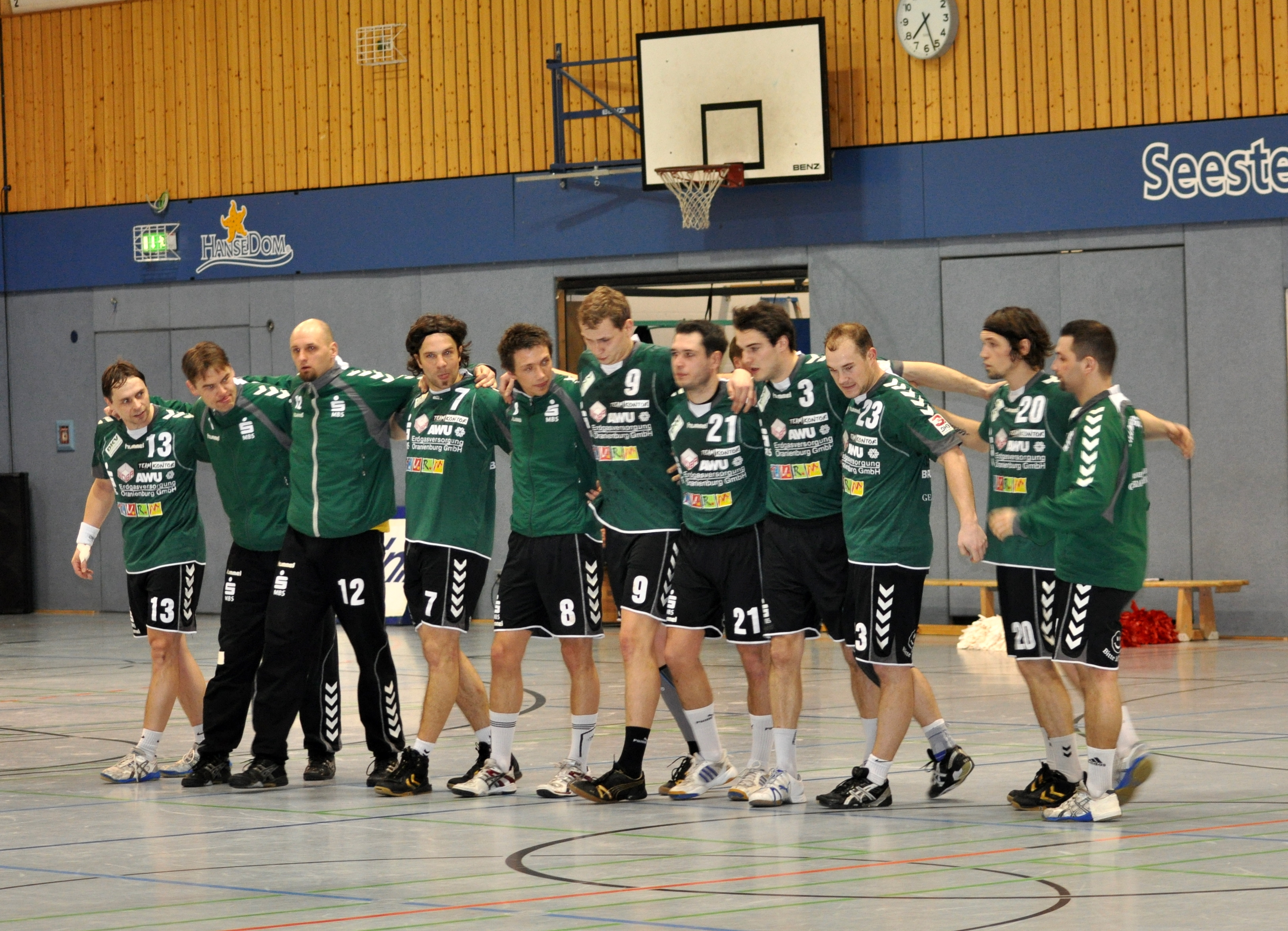
Die erste Männer-Mannschaft 2011 vor einem Spiel

Der Oranienburger Handball Club (OHC) ist ein deutscher Handballverein aus Oranienburg im Landkreis Oberhavel. Derzeitige Heimstätte ist die MBS-ARENA in der T.U.R.M. ErlebnisCity.

## Verein
Der OHC ging im Juni 1993 aus dem Polizeisportverein Oranienburg hervor und ist inzwischen mit mehr als 500 Mitgliedern der mitgliederstärkste Handballvereinen im Land Brandenburg. Präsident des Clubs ist Thomas Stahlberg.

## Die erste Männermannschaft
Erfolge feierte der Verein vor allem mit der Männermannschaft. In den Jahren 1996, 1998 und 2000 wurde der Oranienburger HC brandenburgischer Meister. 2003 und 2008 holten sich die Oranienburger den Titel in der Oberliga Berlin-Brandenburg.
Dem mit den Meisterschaften verbundenen Aufstieg in die Handball-Regionalliga Nordost folgte meist der sofortige Abstieg. Nur in der Saison 2000/2001 unter Amor Seghaier sowie 2003/2004 unter Volkmar Stumpf gelang dem OHC der Klassenerhalt. Mit dem neuerlichen Abstieg 2005 löste Holger Winselmann, der ehemalige Handball-Nationalspieler für die DDR und BRD aus Magdeburg, Volkmar Stumpf als Trainer ab.
Unter Winselmann verpassten die Oranienburger in den Spieljahren 2005/2006 als Zweite und 2006/2007 als Dritte zweimal knapp die Rückkehr in die dritthöchste deutsche Spielklasse. 2007/2008 setzte sich die Mannschaft dann schließlich in der Oberliga Berlin-Brandenburg nach einem spannenden Dreikampf gegen die Bundesliga Reserve der Füchse Berlin und den HC Neuruppin durch und stieg damit in die Regionalliga Nordost auf. Im Jahr eins nach dem Aufstieg landete Oranienburg auf dem dritten Rang – der bis dahin größte Erfolg in der Vereinsgeschichte.
Die aufgrund der Strukturreform im deutschen Handball richtungsweisende Saison 2009/2010 begann für den OHC mit fünf Niederlagen in den ersten acht Spielen. Daraufhin trennte sich der Club am 2. November 2009 von Trainer Holger Winselmann und installierte Thomas Spieckermann und Riccardo Tourmo als Interims-Lösung bis zum Saisonende. Mit dem Trainer-Duo kehrte der Erfolg zurück. Als Zehnter schaffte Oranienburg die Qualifikation für die neue 3. Liga.
In der Saison 2010/2011 wurde die erste Männermannschaft von Peter Frank trainiert, dessen Nachfolger in der darauffolgenden Saison Jens Deffke wurde. Unter Deffke folgten zwei Jahre, in denen man nichts mit dem Abstieg zu tun hatte. Zur Saison 2013/2014 wechselte Deffke zum 1. VFL Potsdam. Neuer Trainer wurde Christian Pahl, die erste Saison unter ihm verlief etwas holprig am Ende stand der 12. Tabellenplatz zu Buche. Vor der Saison 2014/2015 folgte ein großer Umbruch, bei dem 9 Spieler den Verein verließen, aber auch 6 neue Spieler kamen. Die Saison 2014/2015 verlief sehr erfolgreich und es wurde ein sehr guter 5. Platz belegt. Zudem wurde Lutz Wesseling mit 207 geworfenen Toren zweitbester Werfer der 3. Liga Nord. Wesseling verließ den Verein, doch es wurde guter Ersatz gefunden. Die Saison 2015/2016 verlief ähnlich erfolgreich, es wurde der 7. Platz belegt und Dominic Kehl wurde mit 237 Torschützenkönig der 3. Liga Nord. Zum Ende der Saison 2019/20 legte Christian Pahl nach sieben Jahren das Amt als Cheftrainer nieder, blieb jedoch als Sportlicher Leiter. Pahl war der bis dahin längste Trainer des Drittliga-Teams.
 Das Amt als Cheftrainer übernahm er jedoch kurz nach Beginn der Saison 2020/21 bis zur Winterpause der Saison 2022/23 wieder. Ihm folgte interimsweise die ehemalige Spieler Tim Fröhlich mit Patrick Lehmann als Co-Trainer. Beide schafften es, dass der Verein die 3. Liga halten konnte.
Zur Saison 2023/24 übernahm der ehemalige Spieler Darius Krai den Trainerposten. Nach 21 Spieltagen der Saison 2024/25 gingen Verein und Trainer getrennte Wege. Für die restlichen 9 Spiele der Saison übernahmen die Brüder Michael und Henning Jantzen sowie Marcus Schmöker. Henning Jantzen und Marcus Schmöker trainierten dabei ihre Söhne. Das Trio schaffte den Klassenerhalt. Zum Saisonende beendeten unter anderem der langjährige Kapitän Dennis Schmöker und Nils Hase (vormals Müller) nach jeweils 10 Jahren im Verein ihre Karriere. 
Zur Saison 2025/26 übernimmt  Armands Uščins den Trainerposten.
Daneben ist die Männermannschaft des OHC mehrfacher Gewinner des brandenburgischen Landespokals, zuletzt dreimal in Folge, 2006, 2007 und 2008.

### Kader 2024/2025
| Position | Nr.            | Spieler              |
| -------- | -------------- | -------------------- |
| Tor      | 1              | Paul Porath          |
| Tor      | 12             | Lewin Harries        |
| Tor      | 69             | Teo Mestrovic        |
| Rückraum | 3              | Erik Gerntke         |
| Rückraum | 4              | Aaron Krai           |
| Rückraum | 14             | Daniel Miels         |
| Rückraum | 19             | Fabio Pastor         |
| Rückraum | 21             | Jannis Hupfer        |
| Rückraum | 22             | Anton Wagner-Douglas |
| Rückraum | 25             | Christoph Lamp       |
| Rückraum | 34             | Fynn-Ole Fritz       |
| Rückraum | 72             | Alexander Williams   |
| Rückraum | Sebastian Damm |                      |
| Kreis    | 8              | Fabian Paul          |
| Kreis    | 32             | Kevin Lux            |
| Kreis    | 55             | Lukas Hartung        |
| Kreis    | 90             | Tim Ehmke            |
| Außen    | 6              | Dennis Schmöcker     |
| Außen    | 17             | Nils Hase            |
| Außen    | 18             | Nicolai Jantzen      |
| Außen    | 66             | Julius Porath        |

| Trainerteam     | Trainerteam                         |
| --------------- | ----------------------------------- |
| Henning Jantzen | Trainer                             |
| Michael Jantzen | Co-Trainer                          |
| Marcus Schmöker | Co-Trainer Torwarttrainer           |
| Anna Völker     | Athletiktrainerin Physiotherapeutin |
| Patrick Lehmann | Teammanager                         |

### Platzierungen seit 1995
| Liga                 | Saison    | Platz |
| -------------------- | --------- | ----- |
| Oberliga             | 1995/96   | 01    |
| Regionalliga Nordost | 1996/97   | N.N.  |
| Oberliga             | 1997/98   | 01    |
| Regionalliga Nordost | 1998/99   | N.N.  |
| Oberliga             | 1999/2000 | 01    |
| Regionalliga Nordost | 2000/2001 | 12    |
| Regionalliga Nordost | 2001/2002 | 14    |
| Oberliga BB          | 2002/2003 | 01    |
| Regionalliga Nordost | 2003/2004 | 12    |
| Regionalliga Nordost | 2004/2005 | 16    |
| Oberliga BB          | 2005/2006 | 02    |
| Oberliga BB          | 2006/2007 | 03    |
| Oberliga BB          | 2007/2008 | 01    |
| Regionalliga Nordost | 2008/2009 | 03    |
| Regionalliga Nordost | 2009/2010 | 10    |
| 3. Liga              | 2010/11   | 08    |
| 3. Liga              | 2011/12   | 11    |
| 3. Liga              | 2012/13   | 11    |
| 3. Liga              | 2013/14   | 12    |
| 3. Liga              | 2014/15   | 5     |
| 3. Liga              | 2015/16   | 7     |
| 3. Liga              | 2016/17   | 4     |
| 3. Liga              | 2017/18   | 7     |
| 3. Liga              | 2018/19   | 5     |
| 3. Liga              | 2019/20   | 12    |
| 3. Liga              | 2020/21   | N.N.  |
| 3. Liga              | 2021/22   | 4     |
| 3. Liga              | 2022/23   | 10    |
| 3. Liga              | 2023/24   | 5     |
| 3. Liga              | 2024/25   | 9     |

## Frauen
Trainerin Daniela Filip gelang dem Team in der Saison 2009/2010 der Aufstieg in die neue Ostsee-Spree-Liga. Allerdings profitierten die OHC-Frauen dabei vom Aufstiegsverzicht des VfB Doberlug-Kirchhain, der die Spielserie in der Brandenburgliga als Erster abschloss. Als Zweiter rückte Oranienburg automatisch nach. Die Frauen-Mannschaft spielt in der Brandenburgliga und belegte in der Saison 2018/19 den 7. Platz.
Trainer der ersten Frauenmannschaft ist Mario Müller.

## Personen
- Holger Winselmann
- Amor Seghaier
- Peter Frank
- Simon Herold
- Armands Uščins